# Spitzkofel (Gailtaler Alpen)
Der Spitzkofel ist mit 2223 m ü. A. der dritthöchste Gipfel des Jauken-Bergmassivs im westlichen Kärnten.
Er steht inmitten der 120 km langen Bergkette der Gailtaler Alpen, ist aber wegen seiner Schroffheit nur für geübte Bergsteiger als Ziel geeignet. Nach Norden fällt er mit zahlreichen, auch überhängenden Felsspornen und durchschnittlich über 100 % Neigung in den Jaukengraben ab, nach Osten mit steilen Schutt- und Blockhalden zur tief eingeschnittenen Ochsenschlucht ab. Knapp oberhalb dieser Schlucht führt der nördliche Aufstieg auf einer Forststraße und einem schattigen Steig zu einer Alm und dem Jaukensattel, von dem aus der Südostgrat einen relativ leichten Aufstieg zum Gipfel erlaubt.
Das Kar im Norden ist völlig unzugänglich, und der Gailtaler Höhenweg weicht dem Kalkklotz auf seiner Südflanke – etwa 500 bis 600 Meter unter Gipfelhöhe – aus. Die westlich benachbarten Gipfel sind der Mitterkofel (2247 m) und die Jauken (2276 m).